# Powiat namysłowski
Powiat namysłowski – powiat w Polsce, w północno-zachodniej części województwa opolskiego, utworzony w 1999 roku w ramach reformy administracyjnej. Jego siedzibą jest miasto Namysłów.
Historycznie większość terenu powiatu leży na Dolnym Śląsku, oprócz gminy Pokój, która położona jest na Górnym Śląsku.
W skład powiatu wchodzą:
- gminy miejsko-wiejskie: Namysłów
- gminy wiejskie: Domaszowice, Pokój, Świerczów, Wilków
- miasta: Namysłów

Według danych z 31 grudnia 2019 roku powiat zamieszkiwały 42 643 osoby. Natomiast według danych z 30 czerwca 2020 roku powiat zamieszkiwało 42 680 osób.

## Demografia

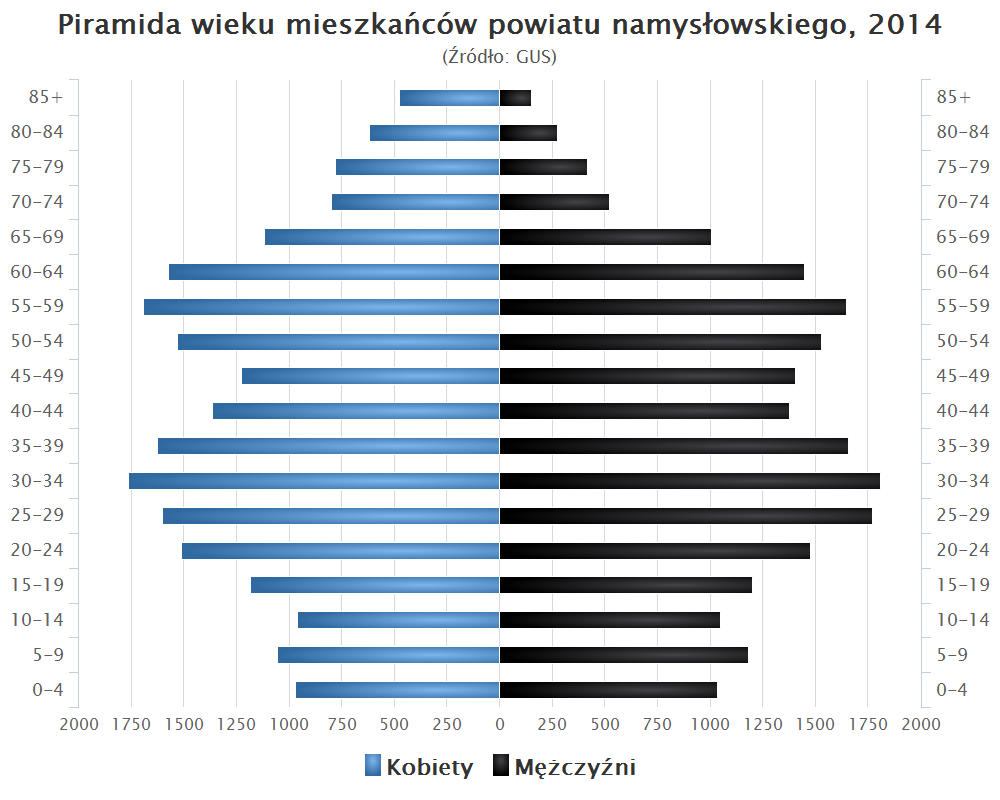
Piramida wieku mieszkańców powiatu namysłowskiego w 2014 roku

Liczba ludności (dane z 30 czerwca 2005):
|        | Ogółem | Ogółem | Kobiety | Kobiety | Mężczyźni | Mężczyźni |
| osób   | %      | osób   | %       | osób    | %         |           |
| ------ | ------ | ------ | ------- | ------- | --------- | --------- |
| Ogółem | 44 003 | 100    | 22 446  | 51,01   | 21 557    | 48,99     |
| Miasto | 16 582 | 37,68  | 8634    | 19,62   | 7948      | 18,06     |
| Wieś   | 27 421 | 62,32  | 13 812  | 31,39   | 13 609    | 30,93     |

▶Wieś vs ▶miasto
Ogółem (▶k, ▶m)
Miasto (▶k, ▶m)
Wieś (▶k, ▶m)

## Starostowie namysłowscy
- Adam Maciąg (Forum Rozwoju Ziemi Namysłowskiej), od 1 stycznia 1999 do 18 listopada 2002[6]
- Andrzej Spór (SLD), od 18 listopada 2002 do 20 grudnia 2006[7]
- Michał Ilnicki (PSL), od 20 grudnia 2006 do 23 grudnia 2010
- Julian Kruszyński (PO), od 23 grudnia 2010 do 1 grudnia 2014[8]
- Michał Ilnicki (PSL), od 1 grudnia 2014 do 16 stycznia 2016[9]
- Bartłomiej Stawiarski (PiS), od 16 stycznia 2016 do 27 stycznia 2016 – pełniący obowiązki po śmierci starosty
- Andrzej Michta (PSL), od 27 stycznia 2016 do 21 listopada 2018
- Konrad Gęsiarz (PiS), od 21 listopada 2018 do 4 stycznia 2024[10][11]
- Andrzej Michta (PSL), od 4 stycznia do 7 maja 2024[12]
- Jolanta Wilczyńska (PO), od 7 maja 2024 do 12 marca 2025[13]
- Artur Włodarczyk (Przyjazny Samorząd), od 12 marca 2025[14]

## Sąsiednie powiaty
- powiat kluczborski
- powiat opolski
- powiat brzeski
- powiat oławski (dolnośląskie)
- powiat oleśnicki (dolnośląskie)
- powiat kępiński (wielkopolskie)